# 式守勘太夫 (5代)
5代式守勘太夫（ごだい しきもりかんだゆう、1901年9月27日 - 1984年5月18日）は大相撲の元三役格行司。所属は伊勢ノ海部屋→鏡山部屋→伊勢ヶ濱部屋。

## 人物
青森県八戸市出身。本名は岡村熊太郎。初め伊勢ノ海部屋に入門するが、のち5代鏡山（元幕下金木山）の養子となる。しかし、鏡山部屋は1944年11月場所限りで伊勢ヶ濱部屋へ吸収合併された。
1913年1月、「式守熊太郎」の名で初土俵。1926年1月、4代式守与之吉襲名。1933年1月十両格、1938年1月に5代式守勘太夫を襲名。1940年5月幕内格、1951年5月に年寄・6代鏡山を襲名し二枚鑑札。三役格の定員増加により1956年5月、三役格行司に昇格。1958年に二枚鑑札が廃止されたため、同年5月場所を最後に行司を引退し、年寄専務のまま1966年9月に停年退職した。
相撲字に関しては「名人」と称され能筆で、永らく番付の書き手（戦後2人目）を務めた（1952年1月 - 1966年9月、行司引退後も停年まで務めた）。読売新聞東京本社発行、隔月刊「大相撲」（2010年9月号を最後に休刊）の表紙題字は5代勘太夫の書によるものである（目次欄に「題字・鏡山勘太夫」と記載されている）。
事務能力にも長けていたため、定年退職後も協会嘱託として5年間務めた。1984年5月18日、東京江戸川区南小岩の自宅で心不全のため逝去。享年84。満82歳没。弟子に7代勘太夫と7代式守錦之助、9代勘太夫がいる。

## 履歴
- 1913年1月：初土俵　式守熊太郎
- 1926年1月：4代式守与之吉襲名
- 1933年1月：十両格へ昇格
- 1938年1月：5代式守勘太夫襲名
- 1940年5月：幕内格へ昇格
- 1951年5月：年寄・6代鏡山襲名（二枚鑑札）
- 1952年1月：番付の書き手を務める（1966年9月まで）
- 1956年5月：三役格行司に昇格
- 1958年5月：最終場所、行司を引退
- 1966年9月：停年退職

## その他
- 1951年8月2日、年寄・武蔵川（元前頭出羽ノ花）、楯山（元関脇幡瀬川）、秀ノ山（元関脇笠置山）の3人とともに、ブラジル邦人相撲連盟の招待で相撲指導のため渡伯した。
- 端正な容貌、気品のある掛け声、厳正な軍配裁きは行司の範とされた[1]。